# 加藤幸雄
加藤 幸雄（かとう さちお、1947年2月3日 - 2018年11月25日）は、日本の心理学者、臨床心理士。日本福祉大学名誉教授。専門は臨床心理学、社会心理学、非行・青少年心理、司法福祉。
日本福祉大学学長、日本司法福祉学会常任理事・学会長、愛知県公園協会理事などを務める。

## 人物
愛知県名古屋市出身。少年の非行心理、犯罪心理、司法福祉について、心理学の見地から研究している。被告人の心理鑑定を担当した主な少年事件には、名古屋アベック殺人事件、市川一家4人殺害事件、木曽川・長良川連続リンチ殺人事件（以上3件はいずれも死刑求刑事件）などがある。また、少年事件における犯罪鑑定報告を多数行っている。
愛知県立刈谷工業高等学校の男子生徒が2011年6月に自殺した問題についての第三者委員会委員長を務めている。
2018年11月25日に脳挫傷の後遺症のため死去。71歳没。叙従七位。

## 経歴
- 1970年 - 名古屋大学教育学部教育心理学科卒業
- 1970年 - 家庭裁判所調査官
- 1988年 - 日本福祉大学社会福祉学部社会福祉学科教授
- 1993年 - 日本福祉大学学生部長
- 1997年 - 日本福祉大学学長補佐兼総合企画室長、学校法人法音寺学園（現・学校法人日本福祉大学）理事
- 1999年 - 日本福祉大学副学長
- 2001年 - 日本福祉大学通信教育部長
- 2009年 - 日本福祉大学学長
- 2013年 - 日本福祉大学名誉教授

## 著作
- 『青春と非行 非行の発達心理学』（ミネルヴァ書房、1980年）
- 『司法福祉の焦点 少年司法分野を中心として 』（ミネルヴァ書房、1994年）
- 『子どもと青年の心の援助』（ミネルヴァ書房、2000年）
- 『非行臨床と司法福祉 少年の心とどう向きあうのか 』（ミネルヴァ書房、2003年）
- 『改訂 臨床心理学』（みらい、2005年）
- 『四訂版 社会福祉実習』（中央法規出版、2005年）
- 『Q&A 少年事件と裁判員裁判-少年の立ち直りと向き合う裁判員のために-』共著（明石書店、2009年）
- 『相談援助実習』共著（中央法規出版、2010年）